# 司法協会
一般財団法人司法協会（しほうきょうかい）とは、 1987年7月1日に財団法人として認可された団体であり、全国の裁判事務の一部を独占的に受託している団体。公益法人制度改革に伴い、2012年10月1日に一般財団法人に改組した。司法制度の適正、かつ、円滑な運営に寄与することを目的として設立された。元法務省所管。役職員に関して裁判所からの天下りが多いと指摘されている。代表理事理事長は一木剛太郎元森・濱田松本法律事務所パートナー弁護士。

## 主な業務
- 司法に関する調査研究の助成並びに図書・出版物の刊行頒布

主に法律実務家向けの本を出版している。裁判所職員総合研修所や最高裁判所事務総局民事局が監修した本も多く出版されており、実務の参考となる本が多い。 また、「刑法総論講義案」「民事訴訟法講義案」「刑事訴訟法講義案」などは司法試験受験生にも利用者が多い。
- 司法制度の運営に関してする謄写等の受託

訴訟資料の謄写事業。

## 独占的受託への批判
多くの裁判所において裁判資料の謄写は、司法協会を通すことが規則となっている。その謄写費用については相当高額であり、とりわけ大都市圏以外の裁判所ではその傾向が強い。
また、各地の地方裁判所内に一般向けコピー機を設置しない場合が多い。そのため裁判所職員でないものは、通常のコピーでさえ緊急に行なう必要がある場合に司法協会を通して割高な料金を払うこととなっている。反面、自販機の設置や収入印紙などの販売は非常に充実している。
2010年5月25日、事業仕分けにて、コピー費用が自分でコピーするセルフ式が1枚20円、協会の職員に委任する対面式が1枚50円と設定されていることに高額すぎるとの意見が続出し、法務省に「できる限り安くする仕組み」を求めた上で「見直し」と判定された。大きな事件だと、コピー枚数が6,000枚くらいはすぐになることが多く、職員にコピーを委任した場合約30万円かかる(セルフでも約12万円)。こうした費用は、弁護士費用とは別に、実費として依頼者に請求されているという。